# Jeskyně Šan-ťüan
Jeskyně Šan-ťüan (čínsky pchin-jinem Shànjuǎn dòng, znaky 善卷洞, anglicky Shanjuan cave) se nachází zhruba 25 km jihozápadně od města I-sing v hoře Luo-jen na západním okraji Isingského národního parku. Je to nejstarší turisticky zpřístupněná krasová jeskyně v Číně.

## Popis oblasti a areálu
Jeskyně je součástí menšího krasového území jižně od města I-sing, kde se nachází zhruba 40 dalších jeskyní. V Číně je považována za jednu ze tří nejkrásnějších zpřístupněných jeskyní na světě, je známou vzdělávací základnou a vyhledávanou turistickou atrakcí. Od roku 1956 je na seznamu ochrany čínských kulturních památek první třídy a dnes je turistickou atrakcí třídy AAAA, což je druhá nejvyšší. Jeskyně má v Číně značný kulturní a historický význam. Je součástí rozlehlého rekreačního areálu, který kromě jeskyně zahrnuje také lanovku na vrchol hory Luo-jen, pod jejímž vrcholem stojí velký buddhistický chrám s krásným rozhledem do kraje. V areálu je množství dalších atrakcí, mimo jiné prodejna Isingské keramiky s keramickou dílnou, kde si návštěvníci mohou vytvořit a vypálit své vlastní výrobky, dále jezírko s možností plavby na lodičkách, čínské tradiční divadlo, rozhledna, dům motýlů a restaurace. Areál je otevřený po celý rok.

## Popis jeskyně
Jeskyně má tři hlavní patra. Vstup je na severovýchodní straně hory, vstupuje se velkým vchodem přímo do rozlehlého středního patra. Po prohlídce středního a horního patra vede trasa do dolní jeskyně, kde je možné si prohlédnout vodopád, projít se okolo podzemního toku a prohlídka končí plavbou na lodičkách po podzemní řece. Jeskyně je nasvícena velmi barevně a výrazně, návštěvníci procházejí jeskyní sami bez průvodce.

### Horní jeskyně
Také se jí říká Mlžná jeskyně. Kromě rozměrů a krasové výzdoby je zde velmi zajímavá vysoká teplota, která se udržuje po celý rok okolo 23 °C. To způsobuje vznik mlžných oparů, které dávají návštěvníkovi pocit, že se ocitl v oblacích.

### Střední jeskyně
Jeskyně je tunelem značných rozměrů s množstvím krasových útvarů. Je z ní možné vystoupit jak do Horní jeskyně, tak sestoupit do patra spodního. Největším objektem je zde sedm metrů vysoký krápník s názvem Ti-ču.

### Dolní jeskyně
Opět značně rozměrná jeskyně, která začíná dalším velkým vchodem přímo pod hlavním vchodem do jeskyní. Nachází se zde vodopád, kterým se místní potok noří do jeskynních prostor. Jeskyní protéká jeskynní potok, podél něhož vede trasa až do vodní jeskyně.

### Vodní jeskyně
Je to 120 metrů dlouhá trasa podzemní řeky. Voda je hluboká téměř 4 metry a překonává se na loďkách za pomoci místních lodivodů. Trasa končí rozměrným východem z jeskyní (takzvanou Zadní jeskyní) na jihozápadní straně hory.

## Pověsti
Dávná legenda vypráví o tom, že jeskyně se jmenuje dle velmi schopného a moudrého muže jménem Šan-ťüan, který před 4-5 tisíci lety v jeskyni žil jako příslušník místního primitivního kmene. Byl známý tím, že odmítl nabídku císaře Šuna převzít jeho pravomoci a stát se také císařem, protože chtěl žít v klidu, míru a volnosti. Jeskyně je též spojena s milostnou legendou o Liang Šan-povi a Ču Jing-tchaj, což je čínská obdoba příběhu Romea a Julie.